# 全泰壹
全泰壹（： Jeon Tae-il，本貫旌善全氏，1948年8月26日—1970年11月13日），是韓國勞工運動家及平和市场缝纫师。1970年11月13日，22歲的全泰壹在首爾東大門市場手持《劳动基準法》自焚身亡，以抗議惡劣的工作環境以及雇主對勞工的壓迫。

## 生平
全泰壹生於大邱市，其全家1964年搬到首爾。身為貧窮家庭的長男，全泰壹在17歲的時候就成為勞工，在清溪川畔平和市場邊的一間成衣工廠工作。眼見周圍的勞工在惡劣的環境中長期工作，卻又沒有得到足夠保障，全泰壹自學《劳动基準法》，並組織了讀書會，希望改進韓國勞工的工作環境。
1969年，全泰壹成立了工運團體「笨蛋会」，推動勞工運動。1970年，當選三洞聯誼會會長，代表平和市場的工人與資方談判。1970年10月8日，他率領三洞會代表到平和市場辦公室，提出建立正式的工人宿舍、支持工會成立等八項勞工請求，並改善衛生環境，但被拒絕。他繼續向朴正熙總統遞交請願書，但請願書沒有被接受。10月24日，他為改善首爾市區工作條件在街頭舉行示威活動，但由於警方的干擾而被取消。勞工局承諾在11月7日之前修法，結果食言。11月13日，全泰壹在市場自焚，表達對於朴正熙政府與資方的不滿。後來雖被送往醫院，但是不治身亡。
全泰壹自焚后，其母李小仙开设了劳动教室，对劳动者进行劳动教育，不顾全斗焕政府施压投身民主化运动。此后她还担任了工伤葬礼委员，积极参与各种劳动运动。即使到了晚年，她仍会出现在运动现场，呼吁缩短劳动时间、解决非正规职等社会问题。

## 影响
1970年11月20日，上千名大学生为全泰壹举行追悼会，并发布“国民权利宣言”。
1995年11月13日，朴光洙执导电影美丽青年全泰壹在韩国上映，该片获得青龙电影奖最佳影片、第46屆柏林影展提名。
2020年11月12日，在全泰壹逝世50周年之际，时任韩国总统文在寅为全泰壹追授国民勋章。
2021年10月7日，由全泰壹财团所制作的动画电影「泰壹」在釜山电影节首映。

## 相關作品
- 《美麗青年全泰壹》
- 《星星之火：全泰壹评传（朝鲜语：전태일 평전）》
- 《泰壹》